# Burscheid (Luxemburg)
Burscheid (luxemburgisch Buerschentⓘ, französisch Bourscheid) ist eine Gemeinde im Großherzogtum Luxemburg und gehört zum Kanton Diekirch.

## Geographische Lage

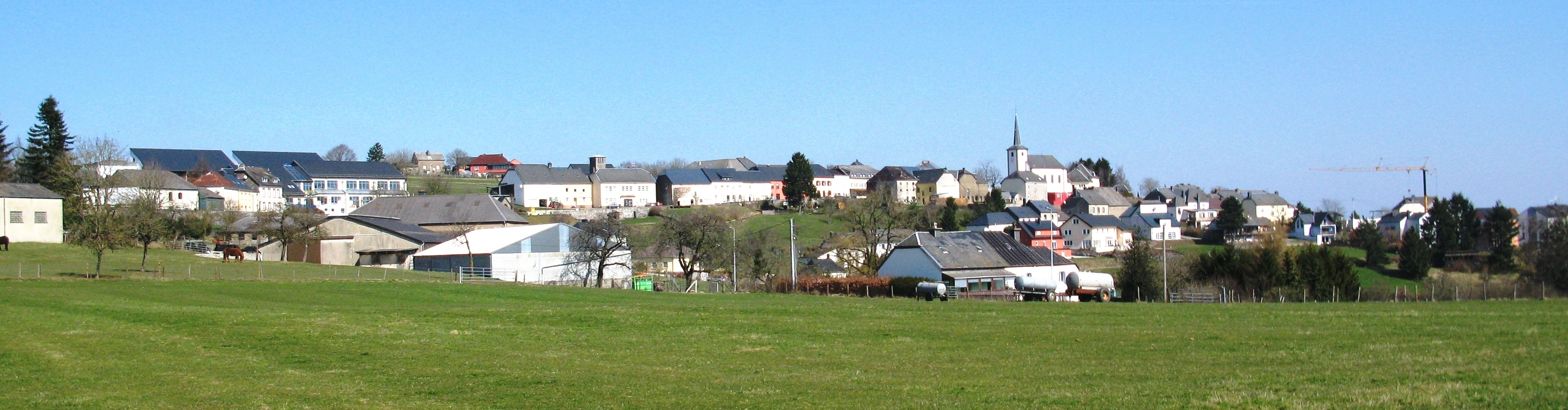
Burscheid vom Hügel Béchel gesehen

Die Gemeinde Burscheid befindet sich im Norden Luxemburgs in den luxemburgischen Ardennen (dem Ösling).

## Zusammensetzung der Gemeinde
Die Gemeinde Burscheid besteht folgenden Ortschaften:

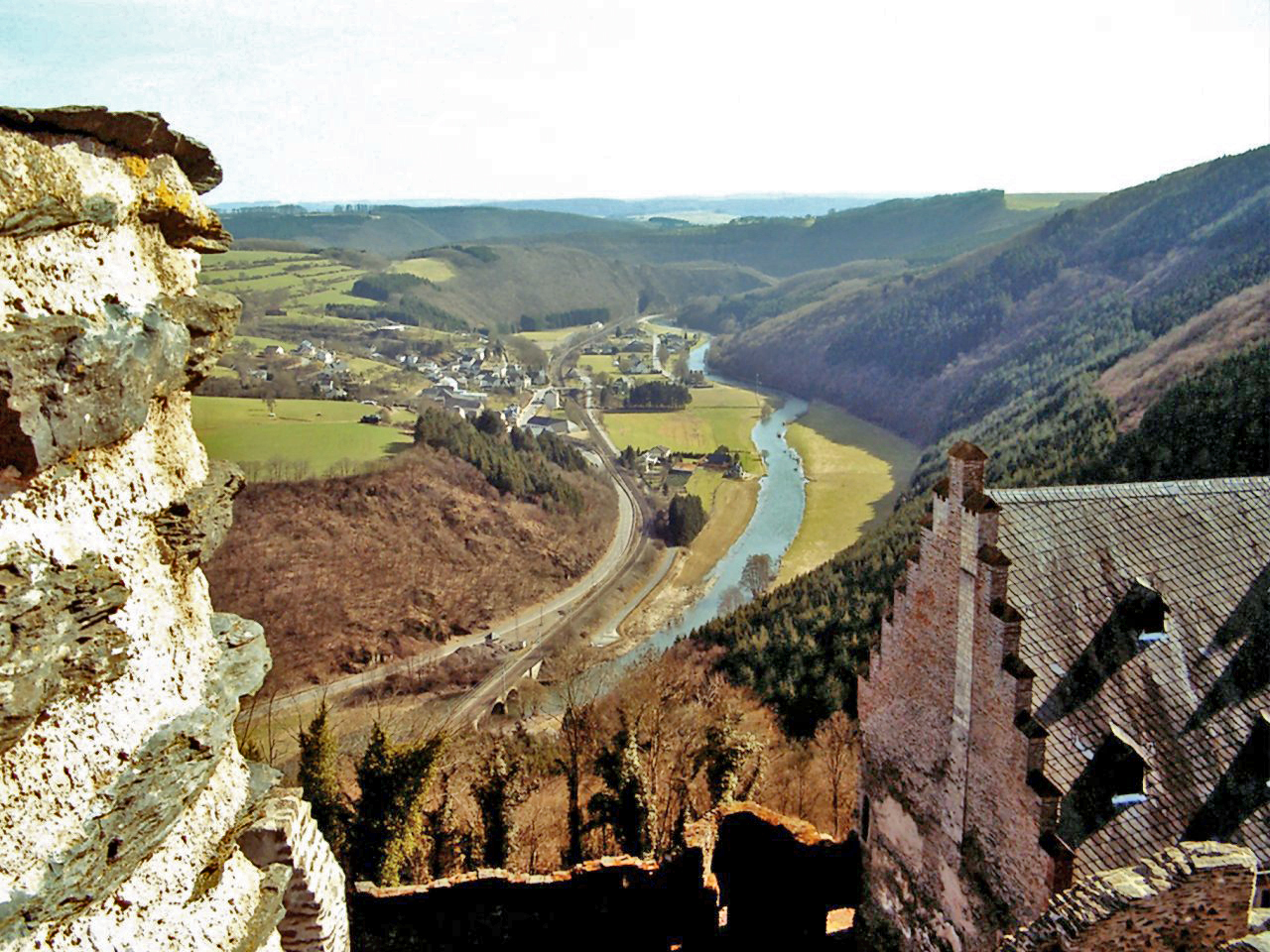
Die Sauer bei Michelau

| deutscher Name        | luxemburgischer Name | französischer Name    |
| --------------------- | -------------------- | --------------------- |
| Burscheid             | Buerschent           | Bourscheid            |
| Burscheidermühle      | Buerschter Millen    | Bourscheid-Moulin     |
| Flebour               | Fléiber              | Flebour               |
| Goebelsmühle          | Giewelsmillen        | Goebelsmuhle          |
| Kehmen                | Kiemen / Keemen      | Kehmen                |
| Lipperscheid          | Lëpschent            | Lipperscheid          |
| Michelau              | Méchela              | Michelau              |
| Scheidel              | Scheedel             | Scheidel              |
| Schlindermanderscheid | Schlënnermanescht    | Schlindermanderscheid |
| Welscheid             | Welschent            | Welscheid             |

## Sehenswertes
Die Hauptattraktion der Gemeinde Bourscheid ist die erstmals 1095 erwähnte Burg Bourscheid. Die Burg kann besichtigt werden und dient für verschiedene Veranstaltungen.

## Partnergemeinde
Partnergemeinde ist die Stadt Burscheid im Bergischen Land (Deutschland).

## Persönlichkeiten
- Lothar Friedrich von Metternich-Burscheid (1617–1675), Bischof von Speyer